# German Football League Women 2
Die German Football League Women 2 (GFLW2) ist die zweithöchste deutsche Spielklasse im American Football der Damen.
Anders als in der 1. Liga wird in der GFLW2 9 on 9 (9er Tackle) und 4 × 10 Minuten gespielt. Außerdem gilt ab einer Führung von mehr als 35 Punkten die Mercy-Rule. Eingeführt wurde diese Lizenzliga ursprünglich als Aufbauliga für die Damenbundesliga, etablierte sich über die Jahre als eigene Liga. Spielberechtigt sind Frauen ab 16 Jahren.

## Geschichte und Entwicklung
1995 wurde erstmals eine zweite Bundesliga für Frauen-Football einberufen. Aufgrund mangelnder Teams, wurde sie nach einem halben Jahr eingestellt. Einen Neuversuch gab es 13 Jahre später im Jahr 2008. Damals als Aufbauliga gestartet, entwickelte sich die 2. Damenbundesliga über die Jahre stetig weiter und erfreut sich an immer mehr teilnehmenden Teams.

### Erste 2. Bundesliga
Da die Nachfrage sehr groß war, wurde 1995 eine 2. Damenliga eingerichtet. Geplant waren zwei regionale Gruppen, in denen acht Teams gegeneinander spielen sollten. Aus diversen Absagen nahmen schlussendlich vier Teams an der zweiten Liga in einer einzigen Gruppe teil. Zu diesen ersten vier Teams zählten:
- Cologne Crocodiles
- Hamburg Maniacs
- Hanau Hawks Ladies
- die Spielgemeinschaft Mülheim Shamrocks Ladies und Neuss Frogs

Ein Jahr später wurden alle Teams der 2. Damenliga in die 1. Bundesliga überführt. Damit wurde die 2. Damenliga nach gerade einmal einer Saison wieder aufgelöst. Grund dafür war der Mangel an Teams.

### Neugründung als Aufbauliga DAL
Mit vier Teams startete die Neuauflage einer zweiten Bundesliga. Zunächst galt die zweite Liga als Aufbauliga, die die Einstiegsvoraussetzungen für neue Teams leichtern sollten. Aufgrund einer Vereinbarung der Landesverbände Baden-Württemberg, Niedersachsen und Nordrhein-Westfalen konnte die Aufbauliga ermöglicht werden. Die Aufbauliga wurde unter dem Namen DAL geführt.
Im Modus 9 on 9 (mindestens 5 Spielerinnen statt 7 an der LOS) und mit reduzierter Spieldauer von 4 × 8 Minuten wurden die Spiele ausgetragen. Um eine Lizenz für den Spielbetrieb in der DAL zu erhalten, benötigte das Team mindestens 18 Spielerinnenpässe. Zusätzlich mussten die üblichen Kosten für Kaution und Lizenzgebühren an den Landesverband erbracht werden. Am Spieltag musste das Team mindestens 13 spielfähige Spielerinnen antreten lassen.
Ziel war es, Teams mit kleinen Kadern oder nach Neugründung, die Möglichkeit für Tacklefootball zu spielen zu schaffen. Außerdem galt diese Aufbauliga aus Vorbereitung auf die Damenbundesliga. An insgesamt acht Spieltagen der 2. Damenaufbauliga 2008 (Football) trafen vier Teams gegeneinander an.
Der erste Spieltag fand am 7. Juni 2008 in Bochum zwischen den Bochum Miners und Salzgitter Black Widows statt. Da es keine Play-offs gab, gab es kein Finale.

### Umbenennungen und weiterer Ligabetrieb
Aufgrund der großen Resonanz für den Spielbetrieb im 9er Tackle im Jahr zuvor, führte der Bundesverband die 2. DBL ein. Im zweiten Jahr der neugegründeten Liga wurde diese in Damenbundesliga 2 umbenannt und bestand ursprünglich aus acht Teams. Nach dem Rückzug der Flensburg Sealadies reduzierte sich die Damenbundesliga 2 auf sieben Teams, aufgeteilt in Nord- und Südgruppe. Erstmals wurde für die zweithöchste Spielklasse eine Play-off-Runde eingeführt. Im Finalspiel sollte die Aufstiegsreihenfolge in die 1. Damenbundesliga ermittelt werden. Am 16. Mai fand der erste Spieltag mit drei Spielen statt. Das Finale zwischen den Salzgitter Black Widows und Mainz Lady Warriors gewannen die Mainzerinnen mit 19:26.
Im Jahr 2010 wurde die Damenbundesliga 2 in 2. Damenbundesliga umbenannt. Im Lizenzstatut wurde festgelegt, dass in der 2. Damenbundesliga folgende Änderungen in Kraft treten: Die Mindestspielstärke am Spieltag beträgt 16 Spielerinnen. Außerdem wird 9 on 9 mit einer Spielzeit von 4 × 10 Minuten gespielt. Für die 2. Damenbundesliga 2010 (Football) meldeten sich acht Teams für den Ligabetrieb. Gespielt wurde mit je vier Teams in der Nord- und Südgruppe. die jeweils zwei besten Teams kamen in die Play-offs. Am 18. April startete die Saison der 2. Damenbundesliga mit zwei Spielen. Das Finale fand am 16. Oktober in Bochum statt. Die Bochum Miners gewannen gegen die Mainz Golden Eagles Ladies mit 32:0. Etwa 150 Zuschauer begleiteten das Finale in Bochum.
Für die 2. Damenbundesliga 2011 meldeten sich neun Teams für den Ligabetrieb. Kurz vor Saisonbeginn meldeten sich die Neuss Frogs Ladies aus der Liga ab, so das mit je vier Teams in Nord- und Südgruppe gespielt wurde. Am 20. Juli zogen sich die Hamburg Blue Devilyns mitten in der Saison aus dem Spielbetrieb zurück. Der erste Spieltag war am 8. Mai, 15 Uhr in Berlin. Das Finale fand am 11. September, 15 Uhr in Mainz statt. Die Mainz Golden Eagles gewannen gegen die Bochum Miners mit 24:7.
Für die Saison 2012 in der 2. Damenbundesliga meldeten sich insgesamt fünf Teams für den Ligabetrieb. In der Nordgruppe spielten zwei Teams, in der Südgruppe drei Teams gegeneinander. Der erste Spieltag war der 22. April, 12 Uhr in Holzgerlingen. Im Finale gewinnen die Stuttgart Scorpions Sisters gegen die Wolfenbüttel Black Widows mit 36:0.
In der 2. Damenbundesliga 2013 meldeten sich insgesamt sieben Teams für den Ligabetrieb. In der Nordgruppe spielten drei und in der Südgruppe vier Teams gegeneinander. Der erste Spieltag fand am 12. Mai, 15 Uhr in München statt. Das Finale trugen die Cologne Falconets und Stuttgart Scorpions Sisters am 7. September, 17 Uhr aus. Die Kölnerinnen gewannen 36:6.

In der Saison 2014 wurde erstmals in drei Gruppen gespielt, da sich insgesamt 12 Teams für den Ligabetrieb meldeten. Aufgrund der Rückzüge von Trier Wolverines, Stuttgart Scorpions Sisters und Holzgerlingen Twister verblieben für die Saison neun Teams. Je drei Teams spielten der Nord-, Süd- und Westgruppe um den Einzug in die Play-offs. Der erste Spieltag fand am 11. Mai statt und wurde mit zwei Spielen ausgetragen. Das Finale am 20. September, 15 Uhr fand zwischen den München Rangers Ladies und Kiel Baltic Hurricanes Ladies statt. Die Kielerinnen gewannen das Finale mit 39:27.

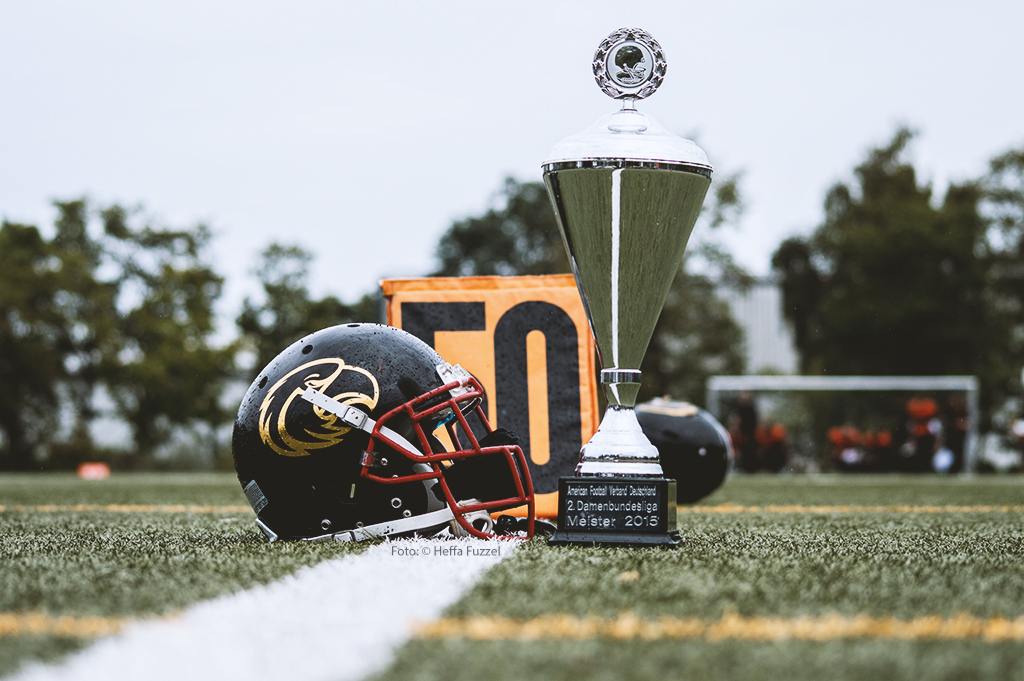
Pokal für die gewonnene Meisterschaft in der 2. Damenbundesliga 2015

2015 meldeten sich mit elf Teams erneut eine zweistellige Anzahl für den Ligabetrieb. Aufgrund des Rückzugs der Trier Wolverines und Rhein-Neckar Bandits verblieben in der Saison wie im Vorjahr neun Teams, wobei diese nicht erneut in drei Gruppen unterteilt waren, sondern wieder im Nord-Süd Schema gespielt wurde. In der Nordgruppe spielten sechs und in der Südgruppe drei Teams um den Einzug in die Play-offs. Der erste Spieltag fand am 2. Mai, 14 Uhr statt. Das Finale wurde am 13. September, 15 Uhr in Mainz zwischen den Mainz Golden Eagles Ladies und München Rangers Ladies ausgetragen. Die Mainzerinnen gewannen 30:12.
Für die 2. Damenbundesliga 2016 meldeten sich erneut insgesamt 11 Teams. Anders als die Jahre zuvor, gab es keine Nord- und Südgruppe. Vielmehr hießen die Gruppen A und B. Dabei bildeten die Saarland Ladycanes das südlichste Team der Liga. In der Gruppe A trafen sechs Teams aufeinander, in der Gruppe B fünf Teams. Ab diesem Jahr wurde in der Bundesspielordnung festgelegt, dass die Mindestspielstärke am Spieltag 16 Spielerinnen beträgt. Darüber hinaus gilt weiterhin das Lizenzstatut vom 1. Oktober 2014. Den ersten Spieltag am 30. April bestritten gleich acht Teams in vier Spielen gegeneinander. Erstmals kam es in einem Halbfinale der DBL2 zu einer Overtime. Das Finale am 10. September, 15 Uhr bestritten die Mülheim Shamrocks gegen die Cologne Falconets. Mülheim gewann mit 40:0.
Da sich für die Saison 2017 insgesamt 17 Teams meldeten und davon nur die Mülheim Shamrocks ihr Team vorzeitig wieder zurückzogen, musste erstmals der Ligabetrieb in vier Gruppen mit je vier Teams gespielt werden. Dadurch wurde erstmals die K.-o.-Runde um das Viertelfinale erweitert. Am 22. April, 11 Uhr fand der erste Spieltag der Saison statt. Das Finale am 23. September, 13 Uhr wurde zum Köln-Derby zwischen den Cologne Falconets und Cologne Ronin. Am Ende gewannen die Falconets mit 44:0.
2018 meldeten sich insgesamt 19 Teams für den Ligabetrieb der 2. Damenbundesliga. Nachdem die Tübingen Red Knights zurückgezogen haben, verblieben in der DBL2 18 Teams, so viele Teams, wie noch nie zuvor. In der Nord- und Westgruppe trafen fünf und in den Gruppen Süd-West und Süd-Ost vier Teams aufeinander. Am 29. April, dem ersten Spieltag der Saison, fanden zeitgleich drei Spiele statt. Das Finale am 22. September, 16 Uhr wurde zwischen den Cologne Ronin und Stuttgart Scorpions Sisters ausgetragen. Die Stuttgarterinnen gewannen mit 18:14.
In der Saison 2019 meldeten sich insgesamt 18 Teams für den Ligabetrieb, weshalb die Aufteilung in vier Gruppen und die Durchführung eines Viertelfinals bestehen blieben. Im Vorfeld der Saison mussten die Erlangen Sharks und Spandau Bulldogs ihre Teams zurückziehen, womit in der Nord- und Westgruppe vier und in den Gruppen Süd-West und Süd-Ost fünf Teams aufeinandertrafen. Am 28. April, 15 Uhr fand in Mainz das erste Spiel der Saison statt. Im Finale trennten sich der Braunschweig FFC und die Allgäu Comets Ladies mit einem knappen 22:20-Sieg für Braunschweigerinnen.
Die Saisons 2020 und 2021 wurden von der Corona-Pandemie überschattet. Nachdem sich Anfang 2020 noch 20 Teams, so viele wie nie zuvor, für die Liga meldeten, konnte der Spielbetrieb zunächst nur in der Gruppe Süd-West aufgenommen werden. Aufgrund steigender Infektionszahlen wurde die Saison letztendlich allerdings abgebrochen. Anders als in der 1. Damenbundesliga konnte 2021 in der 2. Liga der Spielbetrieb in drei von vier Gruppen wieder größtenteils aufgenommen werden. Eine Play-off-Phase wurde dennoch nicht durchgeführt.
In der Saison 2022 wurde der Spielbetrieb der 2. Damenbundesliga wieder in vollem Umfang aufgenommen und mit 22 Teams in fünf Gruppen ist die Liga größter als vor der Corona-Pandemie. In den Gruppen Nord, Mitte, Süd-Ost und Süd-West spielen je vier Teams und in der Gruppe West sechs. Anders als sonst üblich werden in der Saison 2022 keine Play-offs ausgespielt.
2023 meldeten sich nur noch 18 Teams für die Liga an, weshalb die Gruppe Mitte aufgelöst und dessen Teams auf die beiden Süd-Gruppen verteilt wurden, in denen nun je vier Mannschaften vertreten waren. Für die beiden Gruppen im Norden und Westen wurden jeweils fünf Teams eingeteilt. Nach den drei Jahren, in denen keine Play-offs stattgefunden haben, gehörten zur Saison 2023 wieder ein Halbfinale und ein Finale. In letzterem sollten die Schwäbisch Hall Unicorns Women auf die Cologne Falconets treffen, die allerdings auf ihre Teilnahme verzichteten und damit den Hallerinnen den Meistertitel in ihrer Debütsaison schenkten.
Zur Saison 2025 glich der AFVD die Namensführung der Frauenligen denen der Männern und benannte die 2. Damenbundesliga in die German Football League Women 2 um.

## Spielmodus
Die DBL2 ist in die fünf Gruppen Nord, Mitte, West, Süd-Ost und Süd-West aufgeteilt. Jedes Team spielt ein doppeltes Rundenturnier innerhalb der eigenen Gruppe.
Anders als sonst üblich werden in der Saison 2022 keine Play-offs ausgespielt.
Bis 2019 galt: Nach Ende der regulären Saison spielen die jeweils zwei Bestplatzierten der vier DBL2-Gruppen in den Play-offs im K.-o.-System die Meisterinnen der 2. Damenbundesliga aus. Die Ersten der Gruppe Nord spielt gegen die Zweiten der Gruppe West im 1. Viertelfinale und der Zweite der Gruppe Nord gegen den Ersten der Gruppe West im 2. Viertelfinale. Das 3. Viertelfinale spielt der Sieger der Gruppe Süd-West gegen den Zweiten der Gruppe Süd-Ost. Der Erste der Gruppe Süd-Ost spielt im 4. Viertelfinale gegen den Zweiten der Gruppe Süd-West.
Im 1. Halbfinale spielen die Sieger des 1. und 2. Viertelfinales und im 2. Halbfinale die Sieger des 3. und 4. Viertelfinals. Die Sieger aus beiden Halbfinals spielen um die Meisterschaft der DBL2. Außerdem sind beide Teams seit 2018 dazu verpflichtet, in die 1. Damenbundesliga aufzusteigen.
Seit 2010 gilt eine Mindestspielstärke am Gameday von 16 Spielerinnen. Gespielt wird 9er Tackle (9 on 9) zu 4 × 10 Minuten. Führt ein Team mit mehr als 35 Punkten, tritt die sogenannte Mercy-Rule in Kraft.

## Meister und Vizemeister

### Übersicht Meister und Vizemeister nach Jahr
| Jahr | Meister DBL2                     | Vizemeister DBL2                                        |
| ---- | -------------------------------- | ------------------------------------------------------- |
| 1995 | keine Play-offs                  | keine Play-offs                                         |
| 2008 | keine Play-offs                  | keine Play-offs                                         |
| 2009 | Mainz Lady Warriors              | Salzgitter Black Widows                                 |
| 2010 | Bochum Miners                    | Mainz Golden Eagles Ladies                              |
| 2011 | Mainz Golden Eagles Ladies       | Bochum Miners                                           |
| 2012 | Stuttgart Scorpions Sisters      | Wolfenbüttel Black Widows                               |
| 2013 | Cologne Falconets                | Stuttgart Scorpions Sisters                             |
| 2014 | Kiel Baltic Hurricanes Ladies    | München Rangers Ladies                                  |
| 2015 | Mainz Golden Eagles Ladies       | München Rangers Ladies                                  |
| 2016 | Mülheim Shamrocks Ladies         | Cologne Falconets                                       |
| 2017 | Cologne Falconets                | Cologne Ronin                                           |
| 2018 | Stuttgart Scorpions Sisters      | Cologne Ronin                                           |
| 2019 | Braunschweig Lady Lions          | Allgäu Comets                                           |
| 2020 | keine Play-offs                  | keine Play-offs                                         |
| 2021 | keine Play-offs                  | keine Play-offs                                         |
| 2022 | keine Play-offs                  | keine Play-offs                                         |
| 2023 | Schwäbisch Hall Unicorns Women   | Cologne Falconets                                       |
| 2024 | SG Aachen Vampires/Cologne Ronin | SG Red Knights Tübingen Ladies/Reutlingen Eagles Ladies |

### Bestenliste 2. Damenbundesliga
| Platz | Team                        | Anzahl Meister DBL2 | Meister DBL2 (Jahr) | Anzahl Vizemeister DBL2 | Vizemeister (Jahr) |
| ----- | --------------------------- | ------------------- | ------------------- | ----------------------- | ------------------ |
| 1     | Mainz Golden Eagles         | 3                   | 2009, 2011, 2015    | 1                       | 2010               |
| 2     | Cologne Falconets           | 2                   | 2013, 2017          | 2                       | 2016, 2023         |
| 3     | Stuttgart Scorpions Sisters | 2                   | 2012, 2018          | 1                       | 2013               |
| 4     | Cologne Ronin Ladies        | 1                   | 2024 1              | 2                       | 2017, 2018         |
| 4     | Bochum Miners               | 1                   | 2010                | 1                       | 2011               |
| 5     | Kiel Baltic Hurricanes      | 1                   | 2014                | 0                       | ---                |
| 5     | Mülheim Shamrocks           | 1                   | 2016                | 0                       | ---                |
| 5     | Braunschweig Lady Lions     | 1                   | 2019                | 0                       | ---                |
| 5     | Schwäbisch Hall Unicorns W. | 1                   | 2023                | 0                       | ---                |
| 5     | Aachen Vampires Ladies      | 1                   | 2024 2              | 0                       | ---                |
| 9     | München Rangers             | 0                   | ---                 | 2                       | 2014, 2015         |
| 9     | Salzgitter Black Widows     | 0                   | ---                 | 2                       | 2009, 2012 3       |
| 12    | Allgäu Comets               | 0                   | ---                 | 1                       | 2019               |

## Teams

### Zeitleiste
Hinweis: In der Saison 2016 gab es keine klassischen Nord- und Süd-Gruppen, sondern eine Aufteilung in Gruppe A und B. In der Saison 2017 wurde die West-Gruppe in West-1 und West-2 aufgeteilt. Von 2018 bis 2023 war die Süd-Gruppe in Süd-Ost und Süd-West aufgeteilt; Stand: Saison 2024